# Chacarera

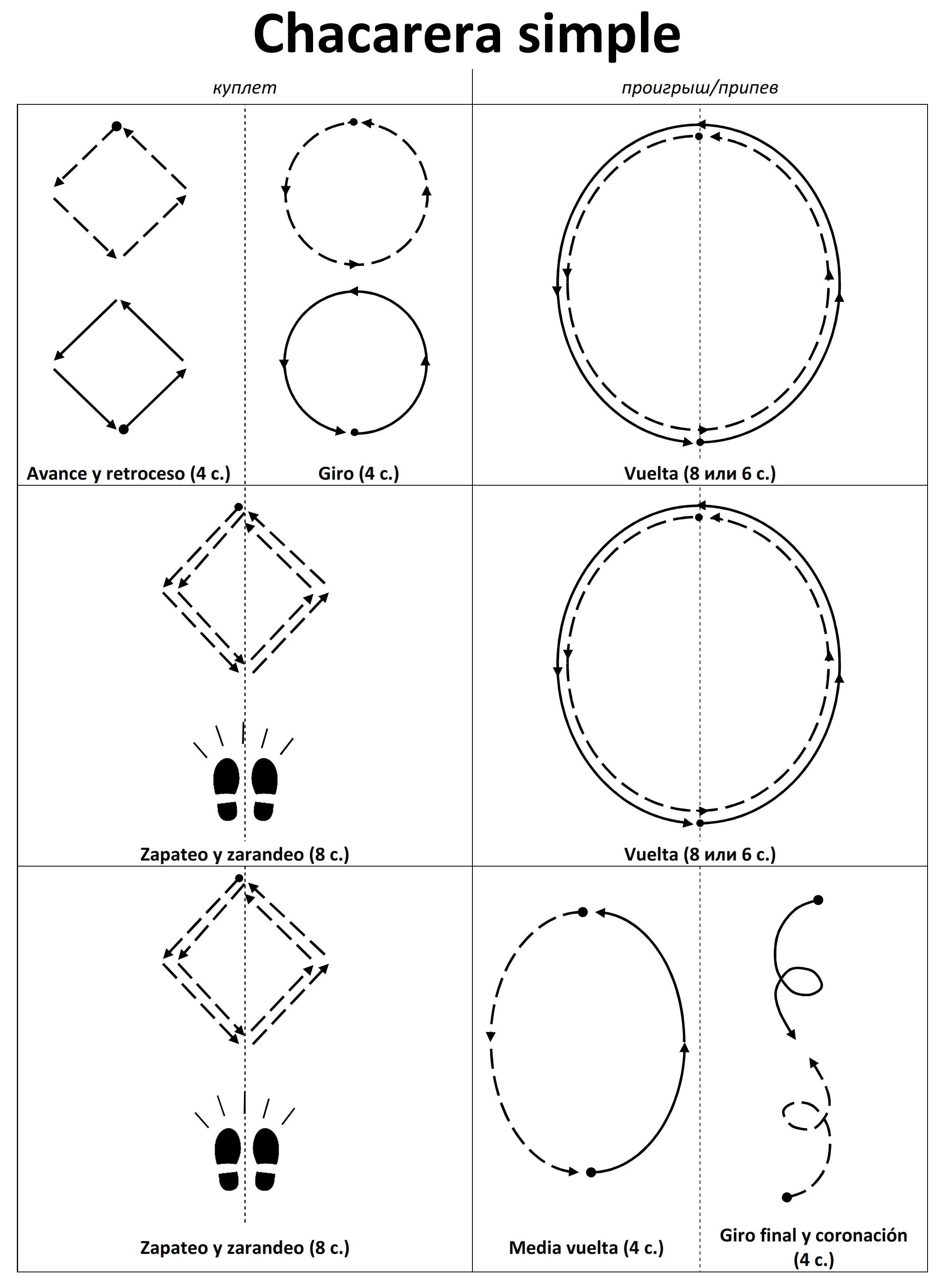
Coreografía de Chacarera simple

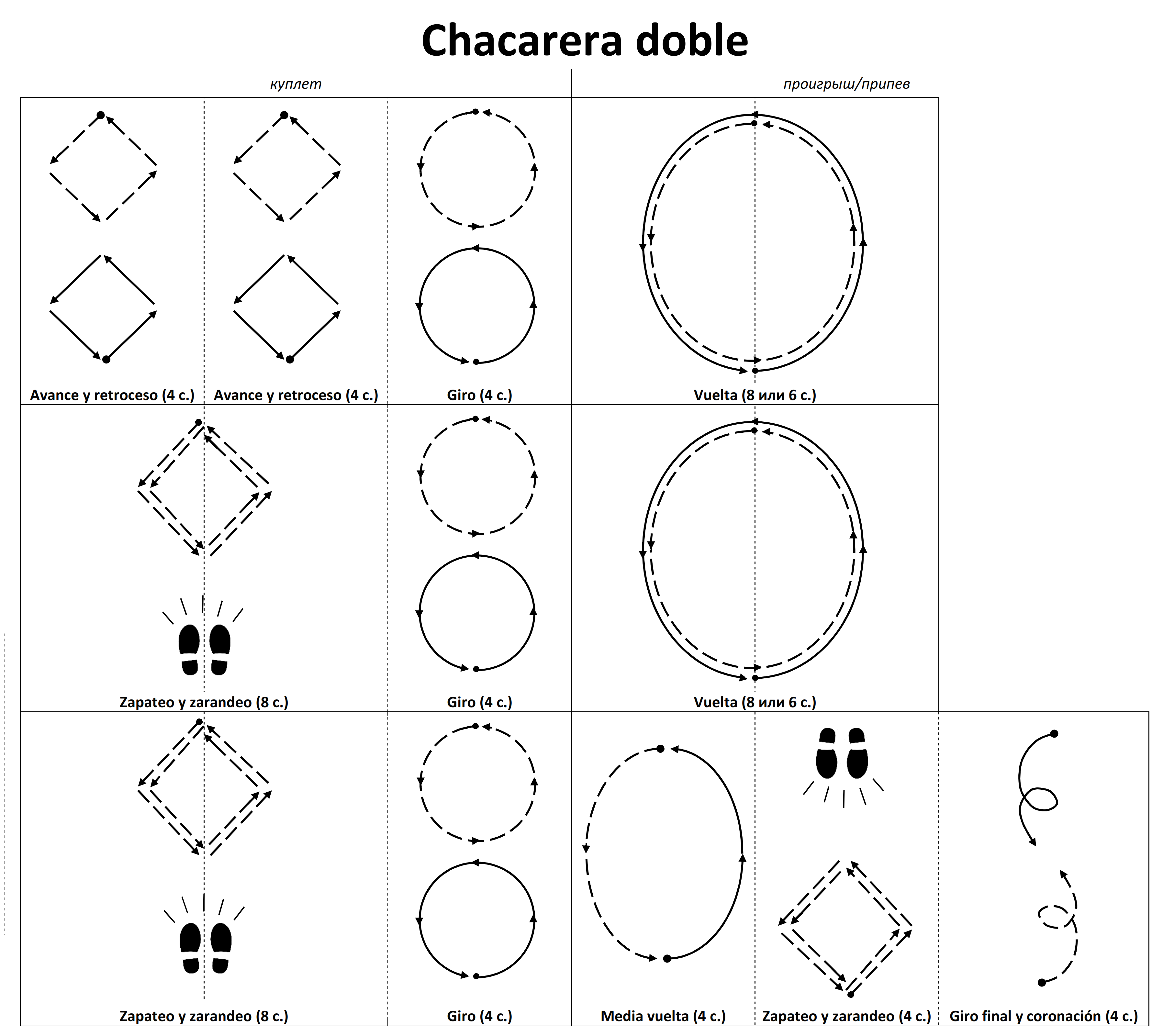
Coreografía de chacarera doble

La chacarera es un ritmo y danza tradicional de Argentina, principalmente de la provincia de Santiago del Estero, que también se practica al sur de Bolivia, sobre todo en el departamento de Tarija. Se ejecuta tradicionalmente con guitarra, violín y bombo legüero. Existen chacareras cantadas tradicionales como también solo instrumentales.
Es bailada por parejas que danzan libremente (pero en grupo) con rondas y vueltas.
Rítmicamente, compás de 6/8, y algunos sostienen que es una danza monorrítmica en 3/4, mientras que otros  sostienen que es una danza birrítmica o polirrítmica, con la melodía en 6/8 y la base instrumental en 3/4.
Es bailada en toda la Argentina, con mayor presencia en el  Noroeste Argentino, y en el sur de Bolivia.

## Origen
La chacarera es una especie que pertenece a una gran familia que los investigadores de música llaman "zamacueca" que se dice fue constituyendo durante el período colonial y que es heredera de diversas tradiciones. En el siglo XVIII, los españoles trajeron esclavos africanos o del Virreinato del Perú para trabajar como mano de obra de la construcción de la Ciudad de Santiago del Estero. El territorio de Santiago del Estero se volvió un lugar donde convivían españoles, indígenas y una gran cantidad de población africana esclava.
Buena parte de los estilos musicales originarios de América son el resultado de la fusión de las culturas que allí convivieron: la de los españoles, pueblos originarios y africanos. Esta fusión fue diferente en los distintos lugares, y por eso hay sitios con diferentes influencias de las tres culturas. En el caso de la chacarera, el origen viene de la Marinera Peruana. Cuando comienza la fundación de la ciudad de Santiago de Estero, que es la ciudad más antigua de la Argentina, lo hacen por el camino real de Lima, por el cual eran traídos los esclavos. En el camino los africanos encontraban árboles y animales muertos de donde obtienen madera y cuerpo para hacer tambores, que luego derivarían en el bombo.
Por su estilo picaresco, Carlos Vega clasifica a la chacarera dentro del grupo de coreografías galantes derivadas de las pantomimas amorosas que se practicaban en Europa en el siglo. La chacarera es una danza vivaz, de parejas sueltas, independientes, siempre se ha caracterizado como una de las danzas nativas más populares de Argentina, en cambio no hay menciones sobre ella en otros países de Sudamérica. Y a su vez, la chacarera es una estructura rítmica que también podemos suponer que hereda en gran medida algunos desarrollos que probablemente vengan de África. La gente que venía de África traía música que en la antigüedad era usada para cosas diarias, en el trabajo, y en ceremonias diarias, y con un rol importante de la percusión.
Esta danza, se toca y se baila en muchas provincias de la Argentina, especialmente en Catamarca, Salta, Tucumán, Santiago del Estero, Jujuy y el norte cordobés. La mención más antigua que hay a la Chacarera fue hallada por Isabel Aretz, en las "Memorias de Florencio Sal", publicadas en Tucumán (en abril de 1913). En estas memorias, se dice que la chacarera se bailaba en Tucumán hacia 1850. El nombre viene del vocablo «chacarero», (trabajador), una 'chacra’ (chakra: ‘maizal’, en  quichua santiagueño ), porque generalmente se bailaba en el campo, aunque lentamente hizo avance a las ciudades. A mediados de siglo XX, con la gran afluencia de migrantes internos, por la industrialización en las zonas fabriles, la chacarera llegó a Buenos Aires. En el oeste de Córdoba se la conoció con el nombre de "Chacra" y "Molino". Muchos la consideran el ritmo santiagueño más emblemático y allí adoptó un sentido religioso en el culto de la Telesita, a quien el promesante le ofrece bailar siete chacareras seguidas. Una de las primeras notaciones musicales de la danza fue hecha por Andrés A.Chazarreta en 1911, su período de auge se extendió hasta 1950.
En los años sesenta, la chacarera aumentó su renombre, con el resurgimiento general del folclore argentino. Ésta puede oírse en las voces de  Los Hermanos Abalos (1939), Los Kari Huainas (1947), Los Chalchaleros (1948), Los Fronterizos (1953), Chaqueño Palavecino (1954), Los de Salta (1958), Los Cantores del Alba (1958), Los Tucu Tucu  (1959), Los Manseros Santiagueños (1961), Hermanos Núñez (1965), Mercedes Sosa (1965), Dúo Salteño (1967) y  la familia Carabajal (1970). Los Kari Huainas ("Hombres jóvenes"), dirigidos por Oscar Segundo Carrizo, representan cinco generaciones de músicos folcloristas en Santiago del Estero que aún continua. La familia Carabajal, por su parte, representa muchas generaciones de músicos y cantantes de chacarera, comenzando con Agustín Carabajal y Carlos Carabajal (que comenzaron integrando el conjunto Los Kari Huainas), y después con Los Carabajal, Peteco, Roxana, y otros.
En los últimos 40 años, la chacarera excedió las fronteras argentinas y se instaló en el Chaco boliviano. En Bolivia hay grandes intérpretes y compositores de chacareras como Yalo Cuéllar, Esther Marisol, El Negro Palma, Juan Enrique Jurado, Los Canarios del Chaco, Huáscar Aparicio, Dalmiro Cuéllar,  entre otros. Aquí, la chacarera se toca y se baila en algunos Departamentos de Bolivia, especialmente en el Chaco Tarijeño y también en el Chaco Cruceño y en el  Chaco Chuquisaqueño, aunque la chacarera ha llegado a extenderse a lugares alejados del chaco, como en la ciudad de Tarija.

## Coreografía
Es una danza rápida de triple metro por parejas, bailada en grupos debido a que su interpretación se realiza en fiestas y reuniones sociales. Se utiliza un paso básico de 3 movimientos, la descripción habitual de los distintos pasos suele ser la siguiente:
- Introducción (en la que los bailarines suelen hacer palmas, después de realizar una serie de pasos libres, que simbolizan, como en todas las danzas folclóricas argentinas, el inicio del cortejo). Al comienzo de la introducción, uno de los músicos avisa mediante el primer grito, que suele ser: «¡Se va la primera!» (o simplemente «¡primera!») o alguna otra variante. Hay que señalar que, por el carácter bilingüe de la chacarera, cualquiera de los gritos o la letra en sí misma puede ser en castellano, en quechua, o alternarse. Una vez acabada la introducción musical, aparece el segundo grito: «¡Adentro!» (el cual inicia los movimientos y el canto).

- Pasos 
  - Avance y retroceso: la pareja da dos pasos adelante y dos atrás, haciendo castañetas con ambas manos, con los brazos casi totalmente extendidos sobre las cabezas. Este primer movimientos dura 4 compases.
  - Giro: La pareja da dos pasos adelante, llegando prácticamente hasta el centro, y vuelve cada integrante a su lugar con otros dos pasos (a modo de círculo). Este movimiento dura 4 compases, y dura, junto al «avance y retroceso», todo el canto de la primera copla.
  - Vuelta entera: La pareja da dos o tres pasos adelante ―dependiendo que esta parte dure 6 u 8 compases―, dejando el centro libre, y vuelve cada uno a su sitio, también dejando el centro libre y sin darse nunca la espalda. Ocupa el interludio instrumental en el que no se suele cantar. Dura de 6 a 8 compases dependiendo de la Chacarera.
  - Zapateo y zarandeo: En esta parte, cada integrante de la pareja realiza una coreografía diferente. El varón generalmente zapatea, mientras la mujer suele realizar el zarandeo, un movimiento en el que, sosteniendo su falda con ambas manos de tal manera que parezca un abanico invertido, realiza uno o dos pequeños giros sin darle la espalda al varón. Dura 8 compases, todo el canto de la segunda copla.
  - Vuelta entera: Igual a la primera.
  - Zapateo y zarandeo: Igual al primero.
  - ¡Áhura!: comienza con el grito de «¡Áhura!» (sic por ‘ahora’). La pareja da primero una media vuelta adelante de cuatro compases. Después realiza el «giro y coronación», que ocupa los últimos 4 compases de la «primera». La pareja da un giro de tal forma que ambos quedan en el centro, y el varón «corona» simbólicamente a la mujer, acabando con sus manos sobre la cabeza de ella. Es la última parte cantanda de la «primera». Después, la pareja aprovecha la pausa y el comienzo de la introducción de la «segunda» ―que es avisada de manera análoga a la «primera», esto es, mediante un grito de uno de los músicos―, para retroceder hasta una distancia análoga a la del comienzo de la danza.

Hay que señalar que al finalizar la «primera» cada bailarín queda ocupando el espacio que originalmente ocupaba su pareja, para volver a su sitio al finalizar la «segunda».Luego se repite lo mismo.

## Pasos de la chacarera
El paso básico de la chacarera, similar al de muchas danzas folclóricas argentinas, consta de tres movimientos:
1. movimiento: El pie izquierdo da un paso natural adelante, apoyando de planta.
2. movimiento: El pie derecho se adelanta hasta apoyar su media punta a la mitad del pie izquierdo. El peso del cuerpo pasa a sostenerse por el pie derecho.
3. movimiento: El pie izquierdo vuelve a dar un paso adelante, algo más pequeño que el primero, y pasa a sostener el peso del cuerpo, para poder repetir toda esta serie comenzando ahora con el pie derecho, ya que independientemente de la cantidad de pasos que requiera cada figura, siempre se realizan alternando pasos con ambos pies.

## Estructura musical
- Existen varios tipos de chacareras. Tradicionalmente se distinguen dos tipos: «simple» (derecha o trunca) y «doble» (derecha o trunca). Son diferentes en duración y en algunas particularidades rítmicas (como es el caso de la trunca) pero poseen la misma estructura.

La estructura de la chacarera, por lo menos en estas versiones más tradicionales, suele seguir el siguiente esquema, que se repite tanto en la «primera», como en la «segunda», que son las dos partes formalmente idénticas en que se compone la chacarera y muchas danzas folclóricas argentinas, a excepción del bailecito, algunas cuecas, carnavalitos y huaynos, etcétera.
- Parte A: intro / estrofa / interludio / estrofa / interludio / estrofa / estribillo.
- Parte B: intro / estrofa / interludio / estrofa / interludio / estrofa / estribillo.

Tanto la parte A como la parte B pueden estar precedidas de una sección preludiante, muchas veces de ritmo más lento que el resto de la pieza.
- Intro: instrumental casi siempre, esta parte precede al canto.
- Estrofa: suele ser la parte en la que se canta la letra de la chacarera.
- Interludio: del mismo carácter melódico que la intro, esta parte suele ser ejecutada instrumentalmente.
- Estribillo: generalmente esta sección es el punto álgido de las partes
- Puede haber una coda final.

La melodía de la chacarera se denomina mono-temática cuando el estribillo tiene la misma melodía que las estrofas [ej. "La Vieja" (Hnos. Díaz)] o bi-temática cuando el estribillo tiene una melodía distinta a las estrofas [ej. Chacarera del 55 (Hnos. Nuñez)].

## Variaciones de la forma de la chacarera
La chacarera, al igual que el resto de formas folclóricas argentinas, han sido interpretadas y compuestas tanto por músicos de formación académica como de formación popular.

### Chacarera simple
Su ritmo es de 6/8 y la agrupación de sus ritmos y melodías se realiza generalmente en dos tiempos ternarios.
Ejemplo: Haceme sufrir (Hermanos Simón). Esto es válido para la interpretación, no así en el acompañamiento el cual se realiza en 3/4 (percusión y acentuación de la guitarra)
1. Avance y retroceso (4 compases).
2. Giro (4 compases).
3. Vuelta entera (8 compases).
4. Zapateo y zarandeo (8 compases).
5. Vuelta entera (8 compases).
6. Zapateo y zarandeo (8 compases).
7. Media vuelta (4 compases).
8. Giro final (4 compases).
- Introd. 6 u 8 compases.
- Estrofa 8 compases.
- Interludio 6 u 8 ídem.
- Estrofa 6 u 8.
- Interludio 8.
- Estrofa 6 u 8.
- Estribillo 8.

### Chacarera doble
No varía la estructura básica de la chacarera, pero sí la duración de las secciones.
Las estrofas ―las coplas o partes cantadas―, pasan de tener 8 a tener 12 compases. La introducción e interludios pueden tener 6 u 8 compases, al igual que la chacarera simple. 
Clasificación
Danza de galanteo de parejas sueltas e independientes, de movimientos vivos, se baila con castañetas y paso básico, en la primera colocación.
Coreografía
- 1. Avance y retroceso (4 compases).
- 2. Rombo (4 compases)
- 3. Giro (4 compases).
- 4. Vuelta entera (8 compases).
- 5. Zapateo y zarandeo (8 compases).
- 6. Giro (4 compases).
- 7, 8 y 9. (Se repiten las figuras 4, 5 y 6. 20 compases).
- 10. Media vuelta (4 compases).
- 11. Zapateo y zarandeo (4 compases).
- 12. Giro final (4 compases).

Segunda
La segunda es similar a la primera, los bailarines comienzan en los lugares opuestos.
Doble doble
Ejemplo: La Sachapera de Oscar Valle y Carlos Carabajal
- Introducción: 8 compases.
- Estrofa: 12 compases.
- Interludio: 8 compases.
- Estrofa: 12 compases.
- Interludio: 8 compases.
- Estrofa: 12 compases.
- Estribillo: 12 compases.

### Chacarera trunca
No es una variación de la estructura básica de la chacarera, sino fundamentalmente de la melodía de sus partes y de los cambios armónicos del acompañamiento. Las melodías en este tipo de chacarera suelen tener comienzos téticos (en el primer tiempo del compás)  y a veces acéfalos ―esto es, el primer tiempo del primer compás está ocupado por un silencio―, y tienen final en un tiempo débil ―la melodía no acaba en el primer tiempo del último compás, sino en el tercero, pensando el compás en 3/4.
La chacarera trunca puede ser simple o doble, indistintamente.

### Chacarera del monte
La chacarera del monte constituye un género musical único surgido hacia 1900 en el Noroeste chaqueño a orillas del Río Bermejo. Es producto de tres corrientes migratorias, la salteña, correntina y santiagueña y de los diferentes elementos que cada una de ellas supo aportar: la copla y el violín en el caso de la primera, el acordeón dos hileras como herencia correntina, y la chacarera propiamente dicha de Santiago del Estero.
De esta mixtura de estilos surgió un ritmo similar a la chacarera santiagueña pero que se distingue de ella, entre otras cosas, por el uso indispensable del acordeón, y por tener dos compases menos en la vuelta entera. 
Canta Hermano, principal impulsora de este nuevo género, cuenta con el respaldo de la Ley Provincial N.º 6294/09 de la provincia del Chaco que declaró al ritmo Patrimonio Cultural del Chaco.

## Vestimenta de baile
Femenina: zapatos de cuero con tacón mediano. Falda con mucho vuelo y adornado con amplios volados aplicados. Peinado en una o dos trenzas sueltas.
Masculina: botas acordonadas con o sin espuelas. Bombacha y chaqueta típica, Camisa, cualquiera, blanca o de color, faja, tirador con rastra, o cinta ancha con bolsillos. Pañuelo de seda al cuello con las puntas a media espalda. Sombrero de copa baja, con barbijo, de colores grises, negros o marrón. Cuchillo a la cintura, aunque también se suele utilizar faja.

## Chacareras más conocidas
- Chacarera de las piedras (Nenette Pepin Fitzpatrick, Atahualpa Yupanqui)
- Chacarera para mí vuelta  (Onofre Paz)
- Del norte cordobés (Ica Novo)
- Chacarera del Rancho (Hermanos Abalos)
- La Sin Corazón (Chaqueño Palavecino)
- A Don Ata (Mario Álvarez Quiroga, interpretado por Soledad Pastorutti)
- A Don Amancio (Jorge Rojas y Chaqueño Palavecino)
- Desde El Puente Carretero (Carlos y Peteco Carabajal)
- Chacarera Del Violín (autores: Javier Zirpolo y Hermanos Simón; interpretado por Néstor Garnica)
- El Olvidao (Néstor Garnica)
- Chacarera Del Olvido (Chaqueño Palavecino)
- Chacareras Del Monte (autores: José Antonio Faro y Alberto Peralta Luna; interpretado por Coco Gómez)
- La Yapa (Jorge Rojas y La Moro, interpretado por Los Nocheros)
- Aunque Yo Me Muera (Daniel Cañueto)
- Juan De La Calle (Los Nocheros)
- Aminga A La Siesta (Sergio Galleguillo)
- Dejame Que Me Vaya (Roberto Ternán y Cuti Carabajal)
- Ojos Negros (Chaqueño Palavecino)
- Entre A Mi Pago Sin Golpear (Raúl Trullenque y Carlos Carabajal)
- Chacarera Del Finado (interpretado por Los Colorados)
- Añoranzas (Julio Argentino Jerez)
- Bonita y Sola (Chaqueño Palavecino)
- La Alabanza (Hermanos Abrodos)
- Entre El Amor Y El Olvido (Los Carabajal)
- La Refranera (José Ignacio Rodríguez)
- Ese Soy Yo (Chaqueño Palavecino)
- Cuando me abandone el alma (Los Carabajal)